# سلیم نیوزیلندی
سلیم نیوزیلندی (نام علمی: Charadrius obscurus) نام یک گونه از سرده سلیم‌های طوق‌دار است.